# Moulin de la Galette
Le Moulin de la Galette (Molino de la torta) es un molino de viento ubicado en el corazón de Montmartre, donde corona la colina más famosa de París, Francia. Este molino no era el único de su especie en la Francia del siglo XVII. El lugar era un municipio de viñedos, trigales y pastos que luego se anexó como barrio a la capital. Con los años y después de la Revolución francesa, el Moulin de la Galette se convirtió en sala de baile. En la actualidad se encuentra cerrado al público. El área fue retratada a finales del siglo XIX y primeros del XX por artistas como Pierre-Auguste Renoir, Henri de Toulouse-Lautrec, Vincent van Gogh, Pablo Picasso y Ramon Casas. En 1939, fue declarado Monumento histórico.

## El molino
Originalmente el recinto contaba con dos molinos: el Blute-fin y el Radet, mencionados por primera vez en 1622. En el siglo XVII la familia Debray compra el predio y vive de la harina que produce el molino. Ofrecían, a su vez, a los paseantes la torta (un pan de centeno) y un vaso de leche. Los parisinos lo frecuentaban, especialmente los domingos, para disfrutar del panorama y del excelente pan que allí se elaboraba.
Cuenta la leyenda que en la revolución de 1814, el hermano menor de la familia de los Debray, acabó despedazado y clavado en un aspa del molino tras intentar defenderse del ataque de los cosacos. Tras la Restauración, su hijo, Nicolas-Charles Debray, convierte el molino en una sala de baile y merendero con jardines. 
Montmartre vive su época de esplendor, en la llamada Belle époque, cuando la bohemia se asienta allí, en la colina, y frecuenta sus ateliers, cafés y cabarets. Le Moulin de la Galette se convierte en sala de fiestas y pierde uno de sus dos componentes: le Radet. Posteriormente le Moulin fue destinado a diversos usos, se transformó en sala de cine y durante un tiempo fue una Oficina de la Radiodifusión-Televisión Francesa. 

## Galería

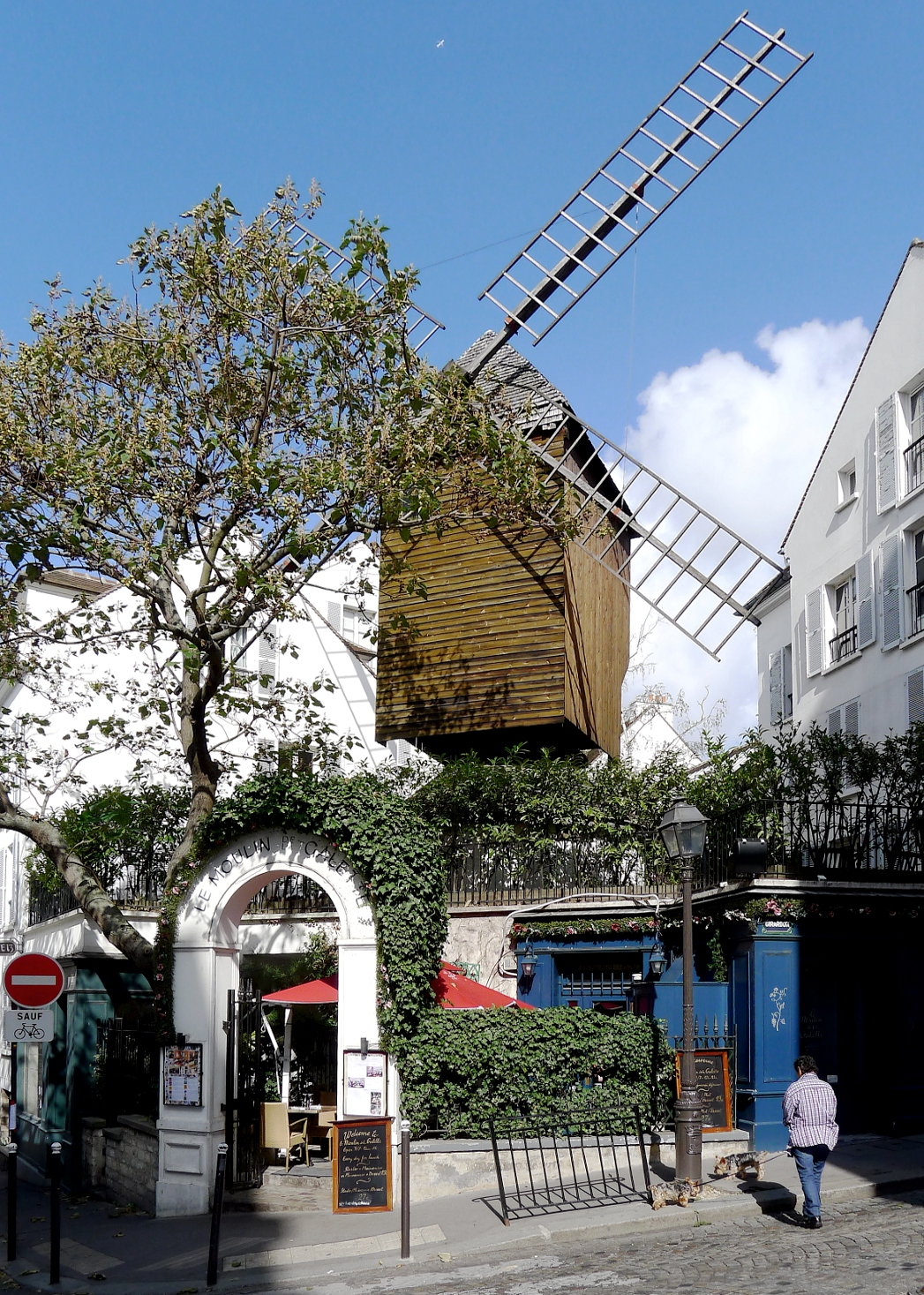
Moulin de la Galette.
Baile en el Moulin de la Galette de Pierre-Auguste Renoir.
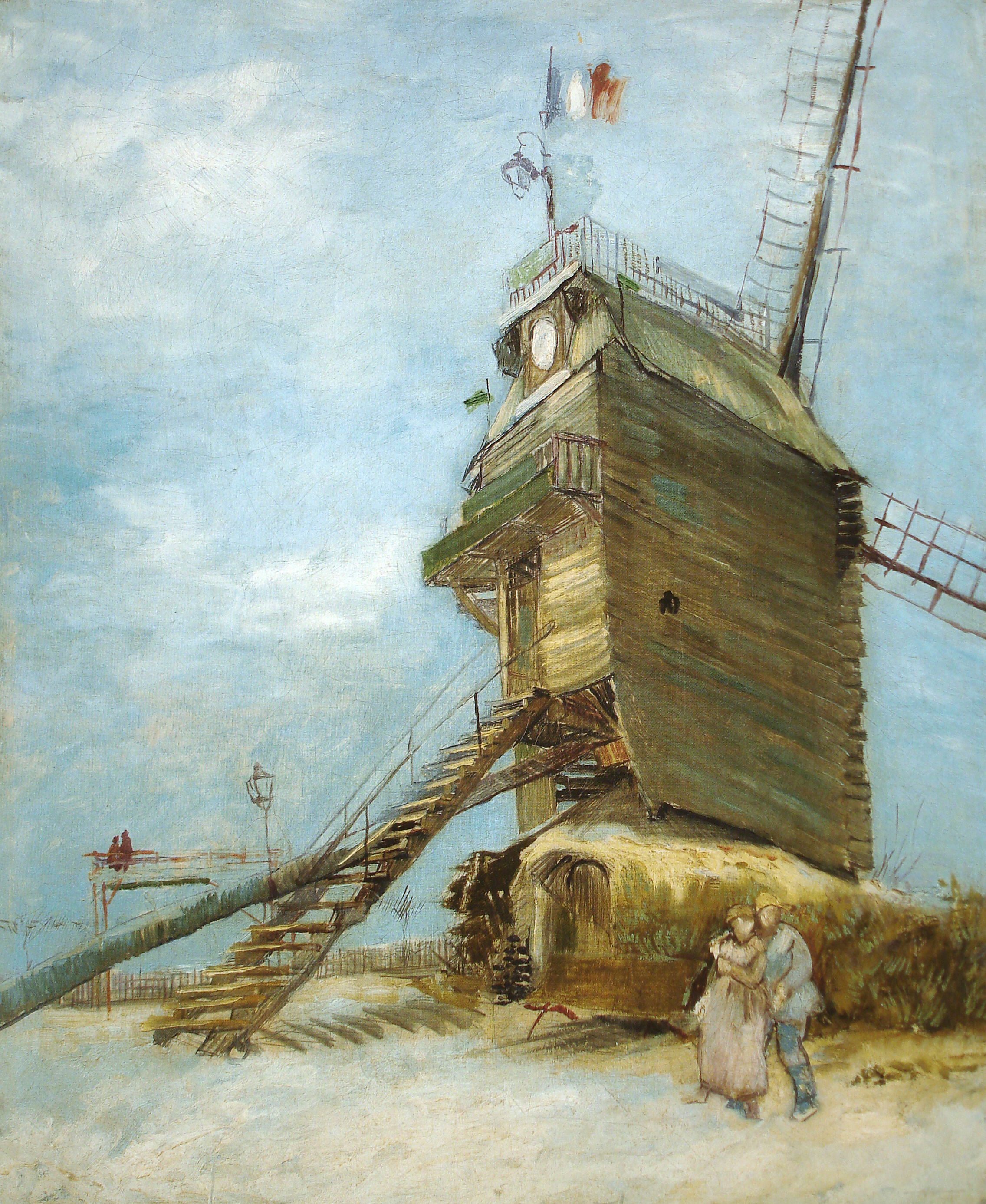
Le moulin de la galette de Vincent Van Gogh.
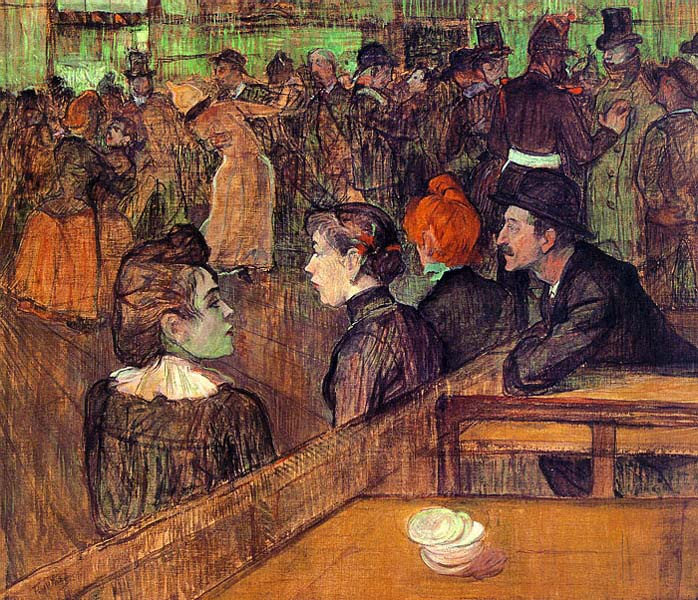
Moulin de la galette de Henri de Toulouse-Lautrec.
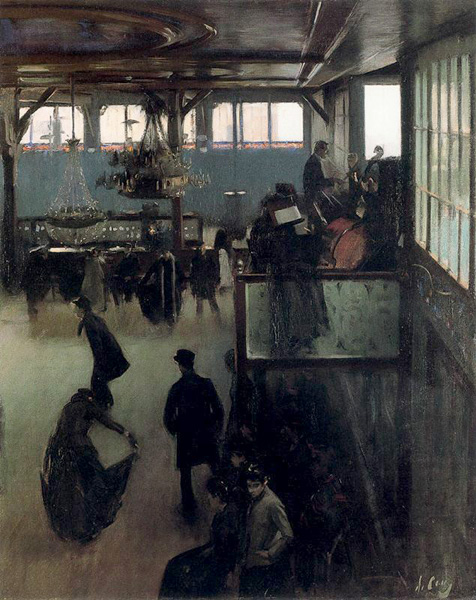
Au Moulin de la Galette de Ramón Casas.
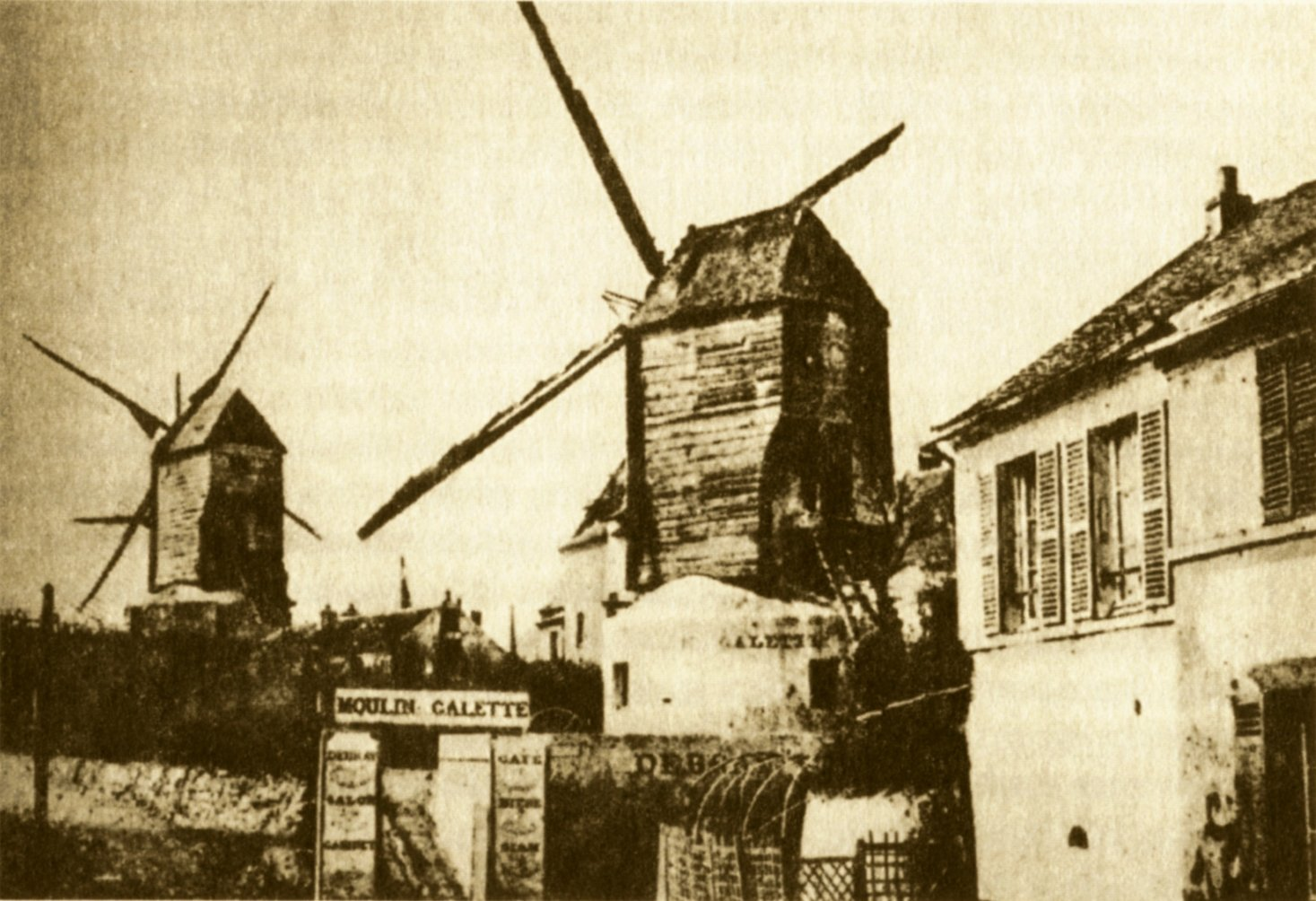
El moulin de la Galette hacia 1885.